# Liste de listes d'étoiles
Des listes d'étoiles peuvent être établies suivant de nombreux critères différents.

## Par position
- Liste d'étoiles par constellation

## Par nom
- Liste des noms d'étoiles et de planètes officiellement reconnus par l'Union astronomique internationale
- Liste de noms traditionnels d'étoiles
- Liste des étoiles ayant un nom d'origine arabe
- Liste des étoiles ayant un nom d'origine chinoise (en)
- Liste d'étoiles nommées d'après une personne

## Par proximité
- Liste d'étoiles et de naines brunes proches
- Liste des étoiles brillantes les plus proches
- Liste des étoiles les plus brillantes

## Par caractéristique physique
- Liste des étoiles les plus brillantes (luminosité apparente depuis la Terre et par luminosité bolométrique absolue)
- Liste des étoiles les plus massives
- Liste des étoiles les moins massives
- Liste d'étoiles par taille décroissante

## Par la variabilité
- Liste d'étoiles variables (en)
- Liste d'étoiles variables semi-régulières (en)
- Liste d'étoiles qui s'assombrissent de façon inhabituelle

## Autres facteurs
- Liste de candidats de supernova
- Liste des étoiles ayant des planètes
- Liste de naines brunes
- Liste de trous noirs
  - Liste des trous noirs les plus massifs
- Liste d'étoiles extrêmes
- Liste d'étoiles hypothétiques
- Liste de novas
- Liste de supernovas
- Étoile jumelle du Soleil (Liste)
- Liste des étoiles sélectionnées pour la navigation
- Liste des étoiles en fiction (en)

## Étoiles remarquables
- BPM 37093, une étoile de diamant
- Cygnus X-1, une source de rayons X
- HE 0107-5240, une des étoiles les plus vieilles connues
- HR 465, étoile chimiquement particulière
- Kepler-186, étoile autour de laquelle a été découverte la première exoplanète de taille terrestre en zone habitable Kepler-186 f
- OGLE-TR-122, une des plus petites étoiles connues
- P Cygni, apparue au XVIIe siècle
- VY Canis Majoris, une des plus grandes étoiles connues (rayon estimé 1420 ± 120 fois celui du Soleil)
- Winnecke 4, Messier 40, étoile double découverte en 1764
- Zeta Bootis, imagerie par interférométrie